# Georg Christian Wilhelm Vesper
Georg Christian Wilhelm Vesper (* 27. November 1802 in Korbach; † 28. Juni 1880 ebenda) war ein waldeckischer Landstand und Bürgermeister von Korbach.

## Leben
Vespers Vater war der Kaufmann, Pfennigmeister und Zweite Bürgermeister von Korbach, Johann Heinrich Wilhelm Vesper (1769–1830), seine Mutter war Johanne Juliane, geb. Curtze (1774–1829). Vesper heiratete 1830 Christiane Henriette Friederike Hartwig (1813–1843). Er besuchte von 1810 bis 1817 das Landesgymnasium in Korbach. 1825 erhielt er das Bürgerrecht in Korbach. Vesper war Kaufmann und von 1842 bis 1848 sowie 1849 bis 1851 Bürgermeister von Korbach. Von 1842 bis 1848 war er Landstand im Landtag des Fürstentums Waldeck.